# Channel-Treiber
| QS-Informatik | Dieser Artikel wurde wegen inhaltlicher Mängel auf der Qualitätssicherungsseite der Redaktion Informatik eingetragen. Dies geschieht, um die Qualität der Artikel aus dem Themengebiet Informatik auf ein akzeptables Niveau zu bringen. Hilf mit, die inhaltlichen Mängel dieses Artikels zu beseitigen, und beteilige dich an der Diskussion! (+) Begründung: hier fehlt es an allem --ɱ 14:47, 15. Dez. 2024 (CET) |

Als Channel-Treiber bezeichnet man in der Telekommunikation ein Softwaremodul als Bestandteil eines Softswitches, welches dem Hostsystem eine einheitliche Schnittstelle zu einem bestimmten Medium bzw. einer bestimmten Übertragungstechnologie anbietet. Diese Abstraktion ermöglicht es, an den Softswitch beliebige Übertragungsmedien anzubinden und diese mittels einer einheitlichen Konfiguration (Dialplan) untereinander zu verschalten.
Der Channel-Treiber kann Verbindungen empfangen und die verbindungsbezogenen Parameter an das Hostsystem übergeben sowie selbst Verbindungen initiieren. Die Konfiguration der Hardware wird mittels Konfigurationsdateien über den Treiber gesteuert.

## Namensgebung
Die Bezeichnung eines Channel-Treibers ist oft von der zugrundeliegenden Technologie abgeleitet:
Chan_sip ist ein Channel-Treiber für SIP-basierte Voice-over-IP-Verbindungen – chan_h323, chan_sccp heißen weitere Channel-Treiber für weitere VoIP-Übertragungsprotokolle.
Steuert ein Channel-Treiber Interface-Hardware eines bestimmten Herstellers, so wird in der Namensgebung oft ein Bezug zum Hersteller der Interfacekarten herbeigeführt:
So heißt beispielsweise der Channeltreiber für Digium-TDM-Interfacekarten chan_zap, wobei „zap“ eine Abkürzung für „Zapata“ darstellt, dem Namen des ursprünglichen Projektes, in welchem die Interface-Karten entwickelt wurden.
Chan_dialogicdiva ist der Treibername für Diva-Karten von Dialogic, chan_ac heißt der Channel-Treiber für AudioCodes-Hardware.